# ثعلب (جنس)
جنس الثعلب (الاسم العلمي: Vulpes) هو أحد أجناس الكلبيات المنتشرة في بقاع العالم. جميع أنواع هذا الجنس تُعرف باسم الثعالب كما هي دارجها بالعُرف، ويضم هذا الجنس 12 نوعا أشهرها الثعلب الأحمر والثعلب القطبي. يتميز هذا الجنس عن غيره من أجناس الكلبيات كالكلاب والذئاب والقيوط بأن حجمها أصغر، إذ يتراوح وزنها ما بين 5 إلى 11 كيلو، كما أن لون ذيل أغلب الأنواع يختلف عن لون بقية الجسم، ويتراوح عمرها ما بين سنتين إلى أربع سنوات، ويمكن لبعض الأنواع ان يصل عمرها إلى عشرة سنوات.

## الأنواع
- الثعلب الأحمر، اسمه العلمي Vulpes vulpes
- ثعلب الرمل، اسمه العلمي Vulpes rueppellii
- الثعلب الأفغاني، اسمه العلمي Vulpes cana
- الفنك، اسمه العلمي Vulpes zerda
- الثعلب القطبي، اسمه العلمي Vulpes lagopus
- الثعلب البنغالي، اسمه العلمي Vulpes bengalensis
- ثعلب السهوب، اسمه العلمي Vulpes corsac
- ثعلب التبت، اسمه العلمي Vulpes ferrilata
- الثعلب القزم، اسمه العلمي Vulpes macrotis
- الثعلب الشاحب، اسمه العلمي Vulpes pallida
- الثعلب فضي الظهر، اسمه العلمي Vulpes chama
- الثعلب السريع، اسمه العلمي Vulpes velox